# Bogdan Lis

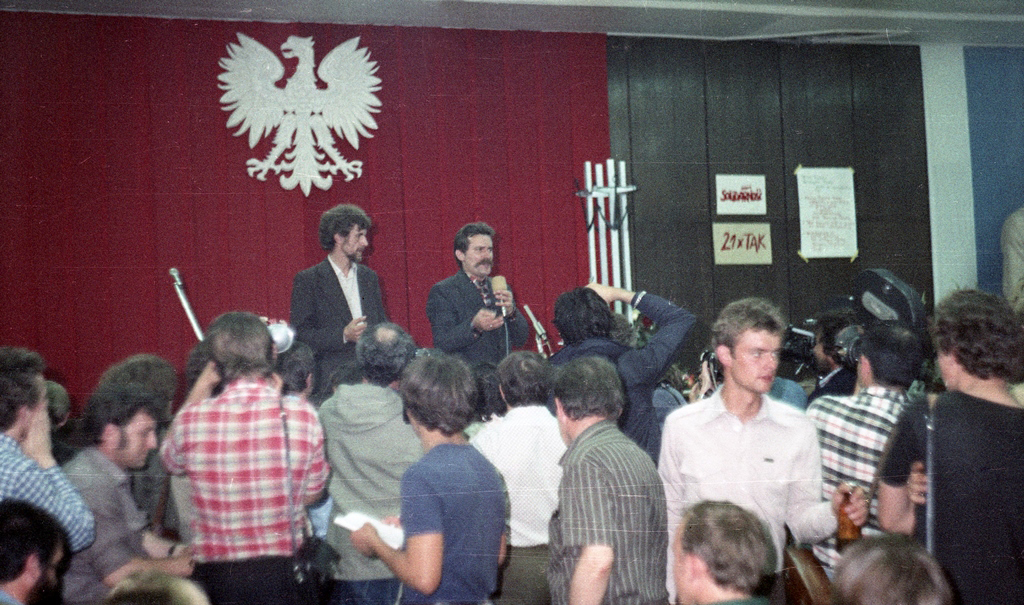
Bogdan Lis i Lech Wałęsa podczas strajku w sierpniu 1980 w Stoczni Gdańskiej

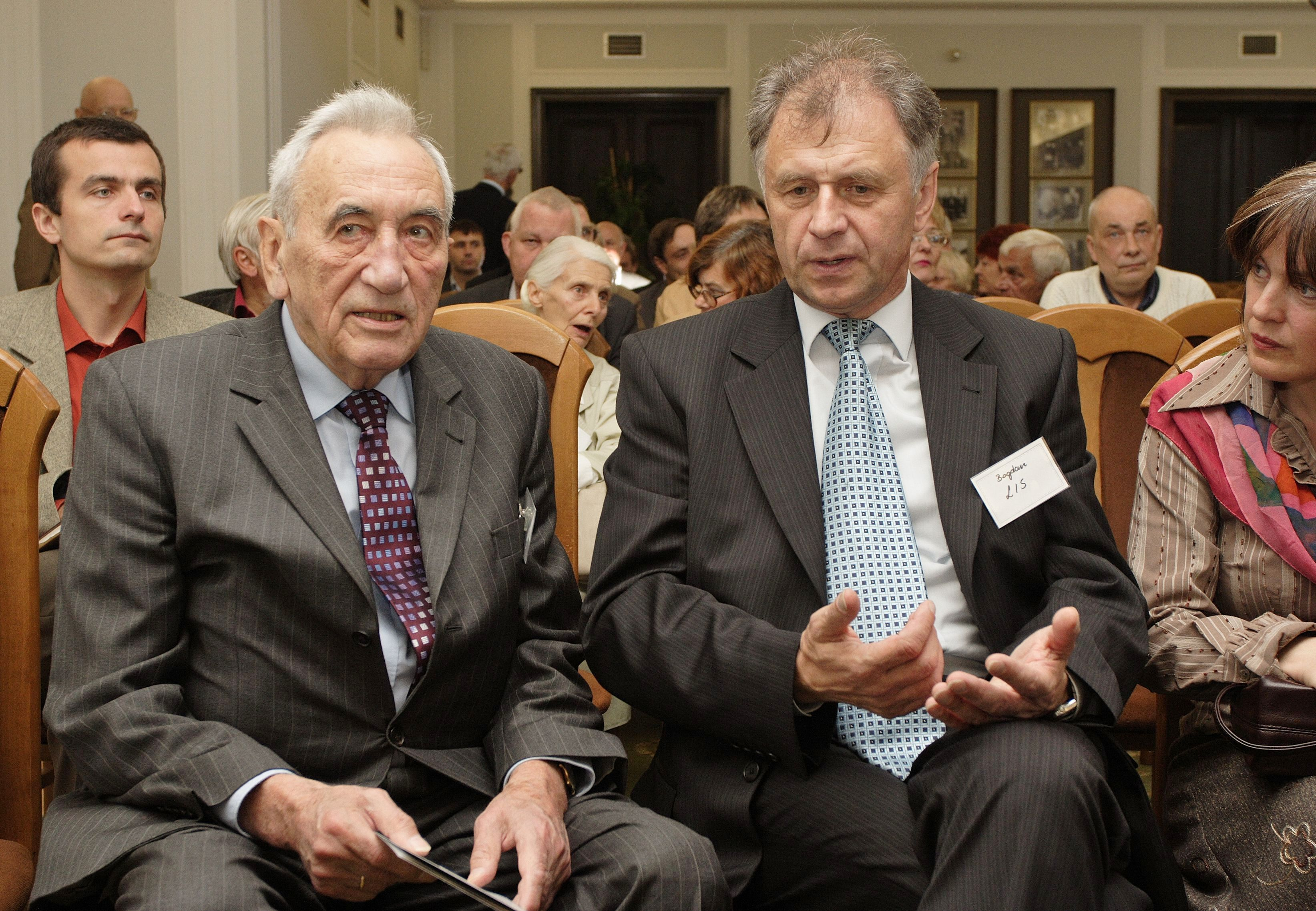
Tadeusz Mazowiecki i Bogdan Lis podczas spotkania z okazji 30. rocznicy wydania pierwszego numeru „Robotnika” w Senacie RP

Bogdan Jerzy Lis (ur. 10 listopada 1952 w Gdańsku) – polski polityk, mechanik urządzeń przemysłowych, członek MKS, działacz „Solidarności”, po wprowadzeniu stanu wojennego organizator podziemia solidarnościowego, uczestnik Okrągłego Stołu, senator I kadencji, poseł na Sejm VI kadencji.

## Życiorys
Syn Józefa. W 1970 ukończył Szkołę Mechanizatorów Przeładunku przy Zarządzie Portu Gdańsk. W latach 1970–1971 pracował w Zarządzie Portu Gdańsk jako mechanik, następnie operator sprzętu. Uczestniczył w wydarzeniach grudniowych w 1970. Od 1972 do 1981 był pracownikiem Zakładów Okrętowych Urządzeń Elektrycznych i Automatyki Elmor w Gdańsku.
W latach 1974–1980 działał w Związku Młodzieży Socjalistycznej oraz Związku Socjalistycznej Młodzieży Polskiej. Pełnił funkcję wiceprzewodnicząego zarządu zakładowego ZSMP. W 1975 wstąpił do Polskiej Zjednoczonej Partii Robotniczej. Od 1978 współpracował z Wolnymi Związkami Zawodowymi Wybrzeża. Z PZPR został wykluczony w październiku 1981.
W sierpniu 1980 organizował strajk w Elmorze, został członkiem Międzyzakładowego Komitetu Strajkowego i NSZZ „Solidarność” w Gdańsku, następnie był wiceprzewodniczącym zarządu Regionu Gdańskiego związku, członkiem Krajowej Komisji Porozumiewawczej i Komisji Krajowej. Brał udział w licznych negocjacjach ze stroną rządową.
13 grudnia 1981 zdołał uniknąć internowania, ukrywał się i organizował struktury podziemne „Solidarności” w regionie. W kwietniu 1982 był współorganizatorem ogólnopolskiej podziemnej Tymczasowej Komisji Koordynacyjnej NSZZ „Solidarność”, odpowiadał za koordynację współpracy z zagranicą. Został aresztowany w czerwcu 1984, oskarżony o zdradę, zwolniony po pół roku na mocy amnestii. Ponownie aresztowano go w lutym 1985, został skazany na 2 lata i 6 miesięcy pozbawienia wolności, następnie zwolniony we wrześniu 1986 również na podstawie amnestii. W 1986 wszedł w skład Tymczasowej Rady „Solidarności”, a w 1987 do Krajowej Komisji Wykonawczej – jawnych struktur kierowniczych nielegalnego związku.
Od 1988 był członkiem Komitetu Obywatelskiego przy Lechu Wałęsie, brał udział w rozmowach Okrągłego Stołu. W latach 1989–1991 zasiadał w Senacie I kadencji. Na II KZD „Solidarności” w 1990 został wybrany w skład prezydium Komisji Krajowej, gdzie odpowiadał za kontakty zagraniczne. Od 1991 nie uczestniczył w działalności politycznej, podejmując działalność w biznesie.
Od 1997 należał do Unii Wolności. W latach 1998–2002 zasiadał w sejmiku pomorskim. W wyborach samorządowych w 2002 bez powodzenia ubiegał się o reelekcję z listy komitetu Unia Samorządowa. W czerwcu 2003 został członkiem zarządu UW, następnie Partii Demokratycznej – demokraci.pl. Kandydował bez powodzenia do Sejmu w 2001 i 2005. W wyborach parlamentarnych w 2007 wystartował z 1. miejsca komitetu wyborczego Lewica i Demokraci w okręgu gdańskim. Został wybrany na posła VI kadencji liczbą 12 468 głosów. Przystąpił do powołanego 9 kwietnia 2008 Demokratycznego Koła Poselskiego, zostając jego przewodniczącym. W czerwcu 2009 wraz Marianem Filarem opuścił Partię Demokratyczną. Na początku lipca tego samego roku przystąpił wraz z innymi posłami DKP do Stronnictwa Demokratycznego, w wyniku czego 16 lipca 2009 zostało ono przemianowane na DKP SD. W październiku tegoż roku na kongresie części SD uznającej przywództwo Pawła Piskorskiego został wybrany na wiceprzewodniczącego tej partii. DKP SD przestało istnieć w czerwcu 2011, w wyniku czego został posłem niezrzeszonym. W tym samym roku bezskutecznie kandydował na senatora jako kandydat Obywateli do Senatu. Na kongresie z kwietnia 2013 utrzymał funkcję wiceprzewodniczącego SD. Po kongresie z kwietnia 2016 nie znalazł się ponownie we władzach partii.

## Odznaczenia i wyróżnienia
Zarządzeniem prezydenta RP na uchodźstwie Ryszarda Kaczorowskiego z 11 listopada 1990 został odznaczony Krzyżem Kawalerskim Orderu Odrodzenia Polski. Postanowieniem prezydenta Lecha Kaczyńskiego z 28 sierpnia 2006, za wybitne zasługi w działalności na rzecz przemian demokratycznych w Polsce, za osiągnięcia w pracy zawodowej i społecznej, został odznaczony Krzyżem Wielkim Orderu Odrodzenia Polski, którym został udekorowany 1 września tego samego roku w czasie uroczystości 26. rocznicy podpisania porozumień sierpniowych w Gdańsku. Wyróżniony tytułem honorowego obywatela Gdańska (2000). W 2004 otrzymał Srebrny Krzyż Zasługi.